# Vedro Polje (Bosanski Petrovac, BiH)
Vedro Polje je naseljeno mjesto u općini Bosanski Petrovac, Federacija Bosne i Hercegovine, BiH.

## Zemljopis
Selo je na istočnom kraju Petrovačkog polja, ispod Oštrelja i Klekovače, odnosno njenih obronaka Crvljivice i strme Javorove kose s južne strane. Suprotno su Viojla i Bukovačko brdo. Podijeljeno je u dvije grupe kuća, Šekovac i Vedro polje. U podnožju brda Viojla nalaze se izvori, iz kojih se vodom opskrbljuje šekovački i dio bukovačkog vodovoda. Kada su jake kiše, Šekovcem teče potok Mračaj, koji izvire u Mračaju. Mračaj je nekada bio vrlo aktivan potok. S tog izvorišta se do 2 svjetskog rata Oštrelj opskrbljivao vodom pomoću dizel-pumpi, a isti potok je nekad pokretao mlin. Riječni pijesak koji ulazi u sastav šekovačkog zemljišta, govori u prilog činjenici da je Šekovac nekad bio bogat vodom. Mračaj utiče u Begovaču koja teče do Kolunića.

## Povijest
Rimski (Klaudijev) put se s Oštrelja spuštao u Šekovac. Put je išao kroz šumu, a i danas se može lako pratiti. Na njivi Jezerina nađen je miljokaz (arheolog Sergijevski), ali je nestao. Dalje je put išao južno od Bukovačkog brda i nastavljao prema Barama.
U selu je rođen Ilija Došen, dugogodišnji službenik u socijalističkoj Jugoslaviji. Proglašen je za narodnog heroja. Osnovao je u Driniću prvu partijsku ćeliju KPJ za područje Bosanskog Petrovca, i jedan je od osnivača nogometnog kluba Mladost. U Vedrom Polju je rođen i narodni heroj Milan Ćup.

## Stanovništvo

### 1991.
Nacionalni sastav stanovništva 1991. godine, bio je sljedeći:
ukupno:  113
- Srbi - 113

### 2013.
Nacionalni sastav stanovništva 2013. godine, bio je sljedeći:
ukupno: 26
- Srbi - 25
- Hrvati - 1